# Liste der Monuments historiques in Lizine
Die Liste der Monuments historiques in Lizine führt die Monuments historiques in der französischen Gemeinde Lizine auf.

## Liste der Immobilien
| Bezeichnung       | Beschreibung           | Standort               | Kennzeichnung | Schutzstatus | Datum | Bild           |
| ----------------- | ---------------------- | ---------------------- | ------------- | ------------ | ----- | -------------- |
| Monumentalkreuz   | Stein, 15. Jahrhundert | Rue de l’Église (Lage) | PA00101660    | Classé       | 1907  | weitere Bilder |
| Kirche St-Antoine | ab dem 14. Jahrhundert | Rue de l’Église (Lage) | PA00101661    | Inscrit      | 1978  | weitere Bilder |

## Liste der Objekte
| Bezeichnung                                                           | Beschreibung                                                                                 | Standort                              | Kennzeichnung | Schutzstatus | Datum | Bild           |
| --------------------------------------------------------------------- | -------------------------------------------------------------------------------------------- | ------------------------------------- | ------------- | ------------ | ----- | -------------- |
| Kanzel                                                                | Eichenholz, bezeichnet 1770                                                                  | in der Kirche St-Antoine (Lage)       | PM25000865    | Classé       | 1908  | weitere Bilder |
| Relief Taufe Christi                                                  | Holz, 17. Jahrhundert                                                                        | in der Kirche St-Antoine (Lage)       | PM25000867    | Classé       | 1916  |                |
| Skulptur Madonna mit Kind                                             | Holz, vergoldet, 16. Jahrhundert                                                             | in der Kirche St-Antoine (Lage)       | PM25000868    | Classé       | 1962  |                |
| Hauptaltar                                                            | Altartisch, Retabel und zwei Skulpturen; Holz, farbig gefasst und vergoldet, 18. Jahrhundert | in der Kirche St-Antoine (Lage)       | PM25000869    | Classé       | 1966  | weitere Bilder |
| Marienaltar                                                           | linker Seitenaltar; Retabel; Holz, farbig gefasst und vergoldet, 18. Jahrhundert             | in der Kirche St-Antoine (Lage)       | PM25000870    | Classé       | 1966  |                |
| Seitenaltar                                                           | rechter Seitenaltar; Retabel; Holz, vergoldet, Ende des 18. Jahrhunderts                     | in der Kirche St-Antoine (Lage)       | PM25002196    | Inscrit      | 1991  |                |
| Taufbecken                                                            | Holz, bezeichnet 1770, Bildhauer Augustin Fauconnet                                          | in der Kirche St-Antoine (Lage)       | PM25000866    | Classé       | 1910  |                |
| Drei Skulpturen: Christus in der Rast, Madonna und heiliger Dionysius | Stein, bezeichnet 1668                                                                       | Grande Rue, in der Wegekapelle (Lage) | PM25002195    | Inscrit      | 1975  | weitere Bilder |